# إيفان باري
إيفان باري (بالإنجليزية: Evan Parry)‏ هو مهندس نيوزيلندي، ولد في 1865، وتوفي في 1938.